# Witbuikorganist
De witbuikorganist (Euphonia minuta) is een zangvogel uit de familie Fringillidae (vinkachtigen).

## Verspreiding en leefgebied
Deze soort telt 2 ondersoorten:
- E. m. humilis: van zuidelijk Mexico tot noordwestelijk Ecuador.
- E. m. minuta: het Amazonebekken.